# Hackbau
Der Begriff Hackbau wurde von Eduard Hahn geprägt, um eine Form der Kultivierung zu bezeichnen, die mit Hacken erfolgte und im Hackbaugürtel stattfand. Den Begriff Ackerbau will Hahn auf den Nutzpflanzenanbau mit Hilfe des Pfluges beschränken. Hackbau ist für Hahn mit speziellen Haustieren verbunden, wie dem Huhn, dem Truthahn und Meerschweinchen, in Afrika mit der Ziege. Intensiver Hackbau kann als Grundlage staatlicher Gesellschaften dienen, wie in Mexiko und Peru.

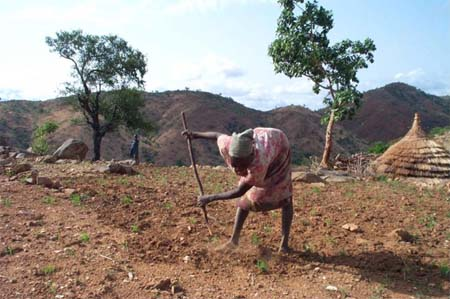
Traditioneller Ackerbau im Sudan mit dem Grabstock. Daneben entwickelten sich auch hakenförmige Grabstöcke für den Hackbau.

Hackstockbau ist für Eduard Hahn eine Unterform des Hackbaus. Der Gartenbau, also die intensive Kultivierung kleiner Grundstücke wie in China und Japan ist für Hahn die höchste Stufe des Hackbaus.